# 木村勇治
木村 勇治（きむら ゆうじ）は、日本の漫画家。

## 来歴
「elec trick.」を『ジャンプNEXT』（集英社）2012 AUTUMNに掲載してデビュー。
「BABY BOO!」を『ジャンプNEXT』2013 AUTUMNに掲載。
「PEACH PLUCK」を『週刊少年ジャンプ』（同）2014年17号に掲載。
「GARDEN -ガーデン-」を『週刊少年ジャンプ』2014年50号に掲載。
初の連載となる『U19』を、『週刊少年ジャンプ』2017年11号から同年28号まで連載。

## 作品リスト
- elec trick.（『ジャンプNEXT』2012 AUTUMN）
- BABY BOO!（『ジャンプNEXT』2013 AUTUMN） - 『U19』第3巻に収録[4]
- PEACH PLUCK（『週刊少年ジャンプ』2014年17号）
- GARDEN -ガーデン-（『週刊少年ジャンプ』2014年50号） - 『U19』第3巻に収録[4]
- U19（『週刊少年ジャンプ』2017年11号[2] - 28号[3]、全3巻）
- インチキ寺の鬼封院（『ジャンプGIGA』2018 SUMMER vol.3）
- 完魂葬裁（『少年ジャンプ+』2021年2月8日[5]）